# Calverhall
Calverhall – wieś w Anglii, w hrabstwie Shropshire. Leży 28 km na północny wschód od miasta Shrewsbury i 231 km na północny zachód od Londynu.